# Televizní středisko Kavčí hory
Televizní středisko Kavčí hory (zkratka TVS KH) je ústřední areál České televize (dříve Československé televize) v Praze. Nachází se v lokalitě Kavčí hory v Praze 4, na rozhraní Podolí a Nuslí.

## Historie

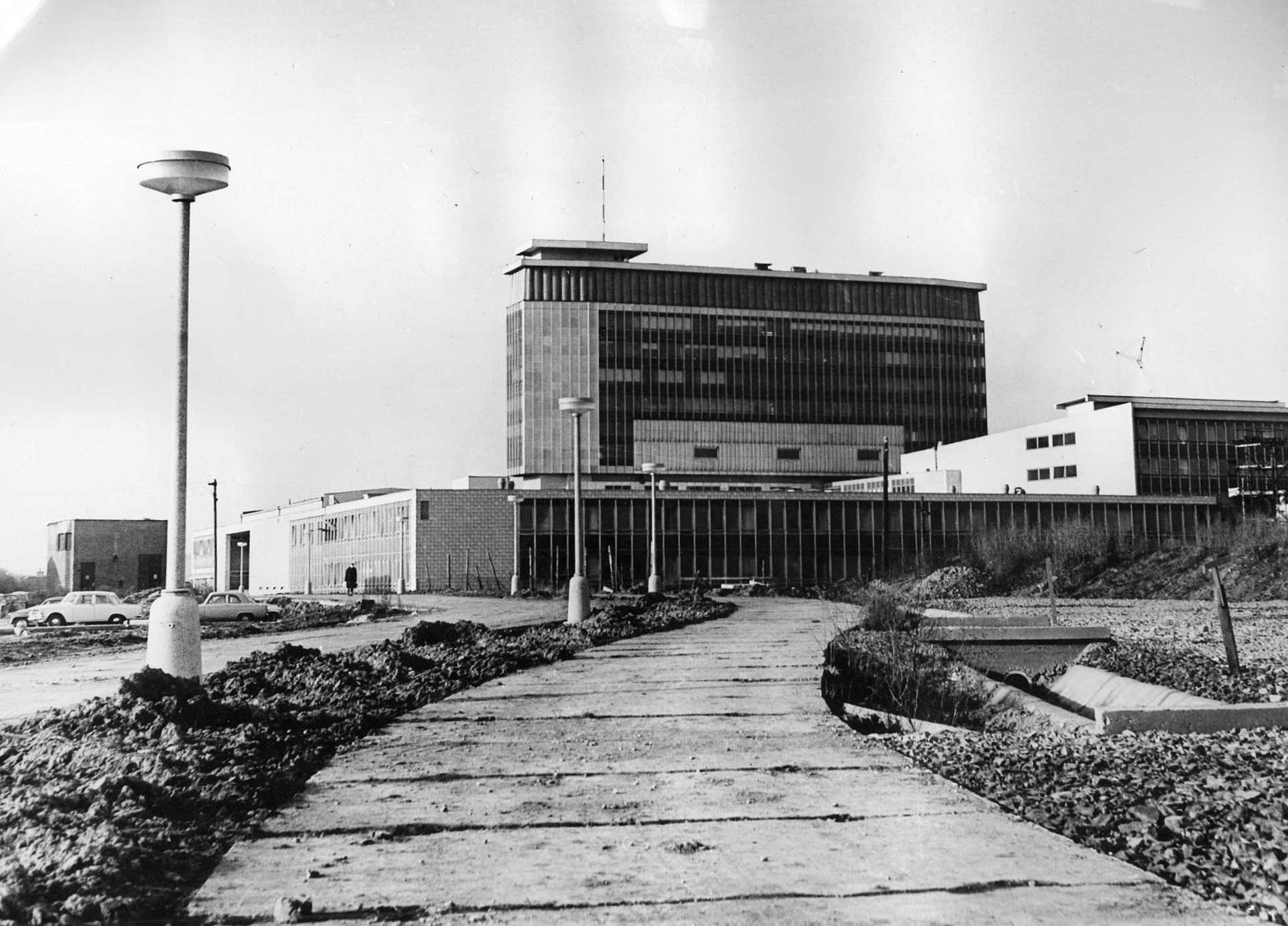
Rozestavěné Televizní středisko Kavčí hory v Praze v roce 1971

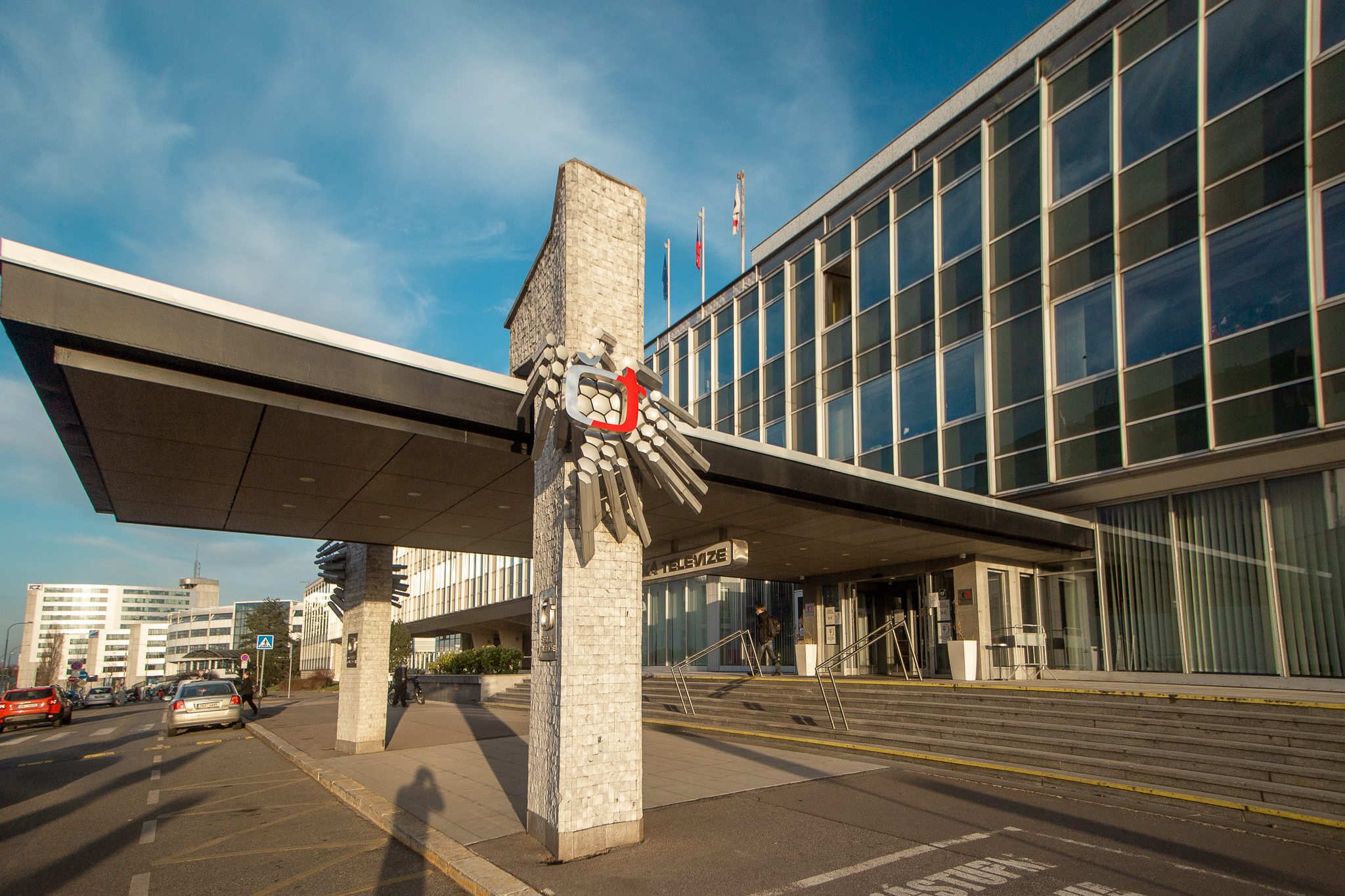
Hlavní vstup do budovy ČT na Kavčích horách

Na konci roku 1958 předložila Československá televize (ČST) pražské plánovací komisi návrh na výstavbu televizního komplexu na Kavčích horách, investiční úkol výstavby tohoto areálu schválila československá vláda v únoru 1960. U zrodu myšlenky na výstavbu nového televizního pracoviště stála potřeba technologického oddělení televizní a filmové výroby od samotného vysílání a specificky vybavené technologické prostředí. Rozhodující podmínkou určující rozsah a strukturu připravovaného televizního střediska byla provozní, výrobní a technická soběstačnosti pražského provozu ČST, a to jak při tvorbě programu, tak i v provozu.
Soutěž na urbanistické a architektonické řešení televizního komplexu na Kavčích horách a nedalekého společenského centra (integrovaného s budovou rozhlasu) byla vypsána Československou televizí, Československým rozhlasem a Radou národního výboru hl. města Prahy v listopadu 1961. Uzavřena byla v březnu 1962, kdy byl vybrán projekt skupiny architekta Františka Šmolíka z Útvaru hlavního architekta Prahy, jehož první a druhá etapa byla záhy vedením televize schválena. Hlavním architektem projektu byl Jiří Holý.[zdroj⁠?!] Stavba areálu na Kavčích horách začala 1. července 1962, generálním dodavatelem byl podnik Konstruktiva. V lednu 1963 však byly stavební práce rozhodnutím státních orgánů zastaveny, protože byly upřednostněny jiné stavby, na které byly projektové a stavební kapacity přesunuty. Během léta 1963 rozhodlo plénum Ústředního výboru Komunistické strany Československa, že výstavba areálu na Kavčích horách má pokračovat od roku 1965, k čemuž skutečně došlo.
V říjnu 1970 byla zprovozněna první část pražského TVS Kavčí hory se dvěma studii. Roku 1971 zařadila federální vláda dostavbu komplexu na Kavčích horách mezi závazné investiční úkoly, přičemž do konce roku 1975 mělo být předáno 2000 m² studiové plochy. V květnu 1973 byl na Kavčích horách uveden do provozu barevný odbavovací komplex a bylo zahájeno pravidelné barevné vysílání na II. programu. V roce 1975 byla zahájena stavba Objektu Televizních novin a během roku 1976 byl dokončen druhý blok se třemi studii a dalšími prostory. K započetí výstavby výpočetního střediska došlo roku 1977. Samostatný Objekt Televizních novin se třemi zpravodajskými komplexy byl zprovozněn během první poloviny roku 1979, v následujícím roce byl na Kavčích horách zahájen provoz například hudebního studia. Tím byl dokončen hlavní areál televizního komplexu na Kavčích horách.
Od poloviny 80. let se pro studia začal využívat k chlazení plavecký stadion Podolí.
I po společenských změnách po listopadu 1989, z nichž zejména silně činnost TVS Kavčí hory ovlivnil vznik a působení nových a zahraničních komerčních televizí, s nimiž se ovšem produkce dokázala vypořádat a středisko může po modernizacích spolehlivě pokračovat ve své činnosti.

## Popis
Výškovou dominantou celého areálu je výrazná úzká budova studií a televizní techniky, která je patrná z dalekého okolí. Na okolní zástavbu Kavčích hor navazuje vcelku přiměřeně.

### Vybavení
Objekt disponuje televizními studii o ploše 200 m², 2× 400 m² a 700 m². Studia jsou vybavena příslušenstvím pro účinkující a televizní štáby včetně zázemí, kulis a obrazové i zvukové techniky a je tak soběstačný při plnohodnotném vysílání veškeré televizní produkce. Z technických a bezpečnostních důvodů bylo nutné vystavět chladicí centrálu a požární stanici.